# Келінешть (Бакеу)
Келінешть, Келінешті (рум. Călinești) — село у повіті Бакеу в Румунії. Входить до складу комуни Негрі.
Село розташоване на відстані 261 км на північ від Бухареста, 15 км на північ від Бакеу, 68 км на південний захід від Ясс.

## Населення
За даними перепису населення 2002 року у селі проживали 176 осіб, усі — румуни. Усі жителі села рідною мовою назвали румунську.